# 로스토프주
로스토프주(러시아어: Росто́вская о́бласть)는 남부 연방관구에 위치한 러시아의 연방주체 (주)이다. 주의 면적은 100,967 제곱킬로미터 (38,984 mi2)이고 인구는 4,200,729명이다(2021년 인구 조사)., 이로 인해 러시아에서 6번째로 인구가 많은 연방주가 되었다. 그것의 행정중심은 로스토프나도누의 도시이며, 2002년에 남부 연방관구의 행정중심이 되기도 했다.

## 지리
서쪽으로 우크라이나와 접한다. 또, 북쪽으로는 볼고그라드주, 남쪽으로는 보로네시주에 접해 있다. 칼미키야 공화국보다는 크라스노다르 변경주과 스타브로폴 변경주에 접해 있다.

### 시간대
모스크바 시간 (MSK/MSD)에 접해 있다. UTC와의 시차는 +0300 (MSK)/+0400 (MSD)이다.

### 강과 호수
돈강이 이 주를 통과해서 흐른다. 호수는 이 주 전체 면적의 0.4%를 차지한다.

## 행정 구역

### 군
- 악사이스키 군 (Аксайский)
- 아좁스키 군 (Азовский)
- 바가옙스키 군 (Багаевский)
- 벨로칼리트빈스키 군 (Белокалитвинский)
- 보콥스키 군 (Боковский)
- 체릇콥스키 군 (Чертковский)
- 두봅스키 군 (Дубовский)
- 카갈니츠키 군 (Кагальницкий)
- 카멘스키 군 (Каменский)
- 카샤르스키 군 (Кашарский)
- 콘스탄티놉스키 군 (Константиновский)
- 크라스노술린스키 군 (Красносулинский)
- 쿠이비솁스키 군 (Куйбышевский)
- 마르티놉스키 군 (Мартыновский)
- 마트베예보쿠르간스키 군 (Матвеево-Курганский)
- 밀레롭스키 군 (Миллеровский)
- 밀류틴스키 군 (Милютинский)
- 모로좁스키 군 (Морозовский)
- 먀스니콥스키 군 (Мясниковский)
- 네클리놉스키 군 (Неклиновский)
- 오블립스키 군 (Обливский)
- 옥탸브리스키 군 (Октябрьский)
- 오를롭스키 군 (Орловский)
- 페스차노콥스키 군 (Песчанокопский)
- 프롤레타르스키 군 (Пролетарский)
- 레몬트넨스키 군 (Ремонтненский)
- 로디오노보네스베타이스키 군 (Родионово-Несветайский)
- 살스키 군 (Сальский)
- 세미카라콥스키 군 (Семикаракорский)
- 숄로홉스키 군 (Шолоховский)
- 소베츠키 군 (Советский)
- 타라솝스키 군 (Тарасовский)
- 타친스키 군 (Тацинский)
- 첼린스키 군 (Целинский)
- 치믈랸스키 군 (Цимлянский)
- 우스티도네츠키 군 (Усть-Донецкий)
- 베르흐네돈스코이 군 (Верхнедонской)
- 베셀롭스키 군 (Веселовский)
- 볼고돈스코이 군 (Волгодонской)
- 예고를릭스키 군 (Егорлыкский)
- 자베틴스키 군 (Заветинский)
- 제르노그라츠키 군 (Зерноградский)
- 지모브니콥스키 군 (Зимовниковский)

### 도시
| 도시               | 러시아어           | 인구      |
| ------------------ | ------------------ | --------- |
| 로스토프나도누     | Ростов-на-Дону     | 1.057.958 |
| 타간로크           | Таганрог           | 292.953   |
| 샤흐티             | Шахты              | 249.110   |
| 노보체르카스크     | Новочеркасск       | 180.808   |
| 볼고돈스크         | Волгодонск         | 171.370   |
| 노보샤흐틴스크     | Новошахтинск       | 116.191   |
| 바타이스크         | Батайск            | 104.832   |
| 카멘스크샤흐틴스키 | Каменск-Шахтинский | 96.625    |
| 아조프             | Азов               | 82.573    |
| 구코보             | Гуково             | 69.161    |
| 살스크             | Сальск             | 61.268    |
| 도네츠크           | Донецк             | 52.075    |
| 벨라야칼리트바     | Белая Калитва      | 46.172    |
| 크라스니술린       | Красный Сулин      | 43.380    |
| 밀레로보           | Миллерово          | 37.973    |
| 악사이             | Аксай              | 37.249    |
| 모로좁스크         | Морозовск          | 28.817    |
| 제르노그라드       | Зерноград          | 28.218    |
| 즈베레보           | Зверево            | 24.569    |
| 세미카라코르스크   | Семикаракорск      | 23.278    |
| 프롤레타르스크     | Пролетарск         | 19.436    |
| 콘스탄티놉스크     | Константиновск     | 18.656    |
| 치믈랸스크         | Цимлянск           | 14.853    |
| 카메놀롬니         | Каменоломни        | 11.836    |
| 우스티도네츠키     | Усть-Донецкий      | 11.387    |
| 글루보키           | Глубокий           | 10.704    |

## 주민
| 연도                | 인구      | ±%     |
| ------------------- | --------- | ------ |
| 1959                | 3,311,747 | —      |
| 1970                | 3,831,262 | +15.7% |
| 1979                | 4,080,647 | +6.5%  |
| 1989                | 4,308,654 | +5.6%  |
| 2002                | 4,404,013 | +2.2%  |
| 2010                | 4,277,976 | −2.9%  |
| 2021                | 4,200,729 | −1.8%  |
| Source: Census data |           |        |

인구: 4,200,729 (2021년 인구 조사); 4,277,976 (2010년 인구 조사); 4,404,013 (2002년 인구 조사); 4,308,654 (1989년 인구 조사).
수수 민족:
440만4,013명의 주민들이 거주한다. 393만4,835명의 러시아인 (89%), 11만8,486명의 우크라이나인 (2.7%), 10만9,994명의 아르메니아인 (2.5%), 2만8 285명의 튀르키예인 (0.64%), 2만6,604명의 벨라루스인 (0.6%)과 기타가 거주한다.
| 민족           | 2002년도의 인구 수 (*보관됨 2012-01-26 - 웨이백 머신) |
| -------------- | ----------------------------------------------------- |
| 러시아인       | 3934,8 (89,3 %)                                       |
| 우크라이나인   | 118,5 (2,7 %)                                         |
| 아르메니아인   | 110,0 (2,5 %)                                         |
| 튀르키예인     | 28,3                                                  |
| 벨라루스인     | 26,6                                                  |
| 타타르인       | 17,9                                                  |
| 아제르바이잔인 | 16,5                                                  |
| 체첸인         | 15,5                                                  |
| 집시           | 15,1                                                  |
| 한국인         | 11,7                                                  |
| 조지아인       | 10,6                                                  |
| 몰도바인       | 7,6                                                   |
| 독일인         | 6,8                                                   |
| 다르긴인       | 6,7                                                   |
| 유대인         | 5,0                                                   |
| 아바르인       | 4,0                                                   |
| 레즈긴인       | 3,7                                                   |
| 우드무르트인   | 3,6                                                   |
| 모르드바인     | 3,4                                                   |
| 그리스인       | 3,2                                                   |
| 카자흐인       | 3,0                                                   |
| 추바시인       | 3,0                                                   |
| 마리인         | 2,8                                                   |
| 오세트인       | 2,7                                                   |
| 타바사란인     | 2,2                                                   |
| 아시리아인     | 2,0                                                   |
| 우즈베크인     | 1,8                                                   |
| 폴란드인       | 1,8                                                   |
| 야지디         | 1,6                                                   |
| 우딘인         | 1,6                                                   |
| 쿠미크인       | 1,3                                                   |
| 중국인         | 1,1                                                   |
| 바시키르인     | 1,1                                                   |
| 인구시인       | 1,1                                                   |
| 불가리아인     | 1,1                                                   |

## 출신 인물
- 안톤 체호프